# Andrés Fernández de Andrada
Andrés Fernández de Andrada (Sevilla, 1575 - México, 1648) fue un poeta y militar español.

## Vida y obra
Fue capitán del ejército español y estuvo en México, donde murió en la más absoluta pobreza, e ignorado de todos. Se le conoce fundamentalmente como autor de una obra que figura en todas las antologías de poesía clásica española por su perfección, la Epístola moral a Fabio, cumbre de la epístola horaciana en España. Sus fuentes literarias vienen del Antiguo Testamento, Séneca y Horacio y representa el espíritu de tradición senequista y de ascetismo cristiano en España, invitando a la resignación de una vida en "aurea mediocritas" o "dorada medianía" y reflexionando sobre la brevedad de la vida y la condición humana. 
La autoría del poema ha sido demostrada modernamente, por más que se atribuyera en principio a otros poetas de la época como Bartolomé Leonardo de Argensola o Francisco de Rioja. El primero en atinar con el verdadero escritor del poema fue Adolfo de Castro en un trabajo publicado en 1875, y Dámaso Alonso lo confirmó muchos años después con nuevos datos. 
El destinatario del poema en tercetos encadenados fue el corregidor de la Ciudad de México Alonso Tello de Guzmán, deseoso de pretender cargos en la Corte, y le invita a la búsqueda de la virtud, la resignación y el "áureo equlilibrio", cantado ya por Horacio y Fray Luis de León en sus poesías. El poema se desarrolla con un visible ritmo bimembre, recurriendo al artificio del braquistiquio para destacar el significado de las palabras importantes.  .............